# Place du Docteur-Alfred-Cerné
La place du Docteur-Alfred-Cerné est une voie publique de la commune de Rouen.

## Situation et accès
La place du Docteur-Alfred-Cerné est située à Rouen.

## Origine du nom
Elle porte le nom d'Alfred Cerné (1856-1937), médecin et maire de Rouen de 1928 à 1929. La place, anciennement nommée place Bouvreuil, a été rebaptisée en son honneur en 1939.